# Microfibra

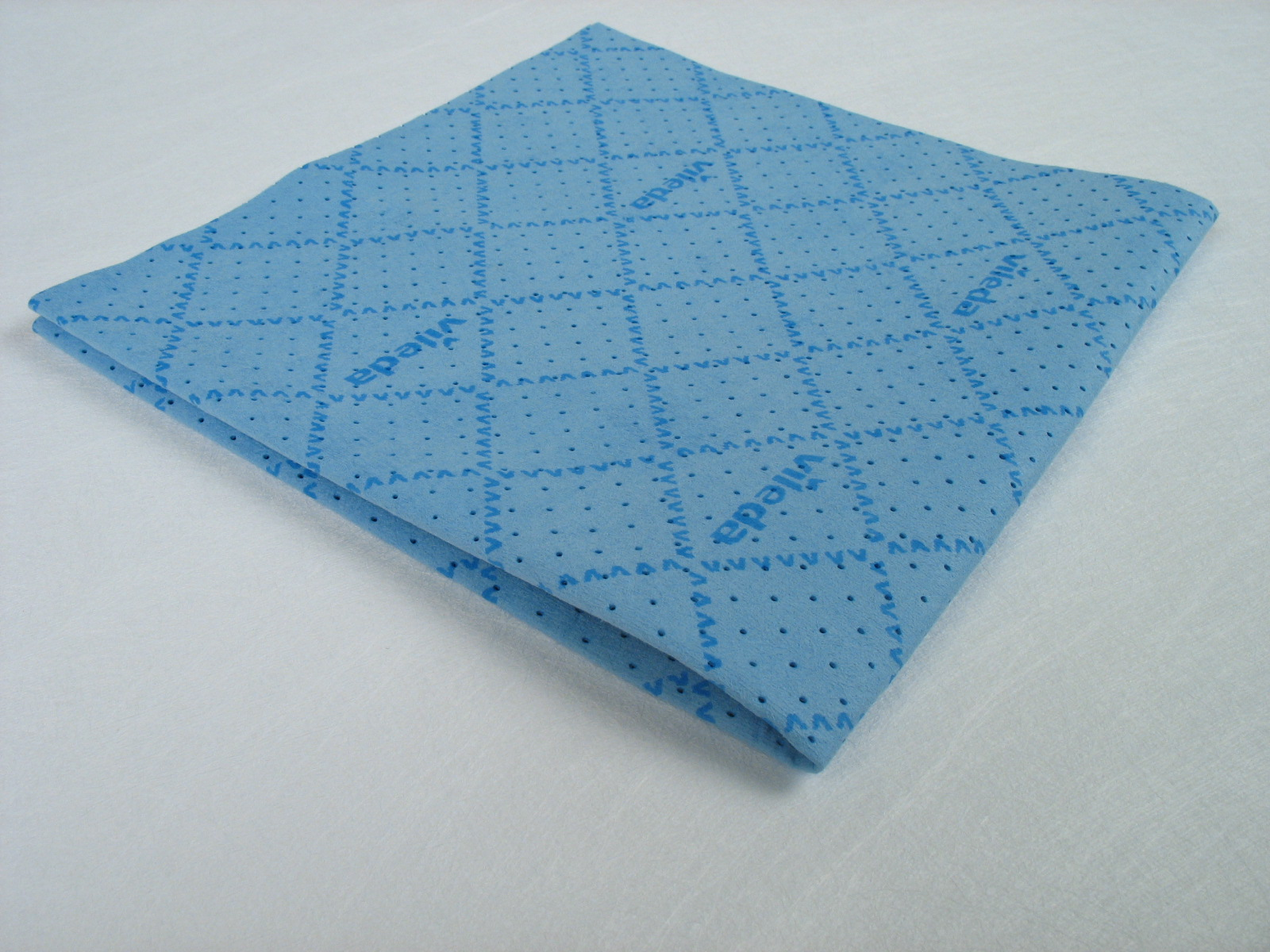
Baieta de microfibra

La microfibra és un tipus de fibra sintètica molt fina amb la qual es teixeix un teixit anomenat, per extensió, també microfibra. Està composta majoritàriament per polièster (unes quatre cinquenes parts) i poliamida. El fil obtingut és cent vegades més fi que el cabell humà, però només la meitat de gruixut que la seda. El seu diàmetre és de l'ordre de 10 micres.

## Història
La producció de fibres ultrafines (menys de 0,7 denier) es remunta a finals de 1950, utilitzant tècniques de filat "melt-blown" (fos-bufat) i tècniques de filat ràpid. No obstant això, només es podien fabricar petits brins molt fins de longitud a l'atzar i s'hi van trobar molt poques aplicacions. Posteriorment es van dur a terme experiments per a la producció de fibres ultrafines d'un tipus de filament continu, el més prometedor dels quals es va fer al Japó durant la dècada de 1960 pel Dr Miyoshi Okamoto. Els descobriments del Dr.Okamoto, juntament amb els del Dr Toyohiko Hikota, van donar lloc a nombroses aplicacions industrials. Entre aquestes hi havia l'Ultrasuede, una de les primeres microfibres sintètiques reeixides, que va trobar el seu camí en el mercat en la dècada de 1970. Així l'ús de microfibres en la indústria tèxtil es va expandir. Les microfibres es van donar a conèixer per primera vegada en la dècada de 1990 a Suècia i van veure l'èxit com un producte a Europa en el transcurs de la dècada. El 2007, Rubbermaid va començar una línia de productes de microfibra per als mercats d'Amèrica, sent la primera empresa important que ho va fer.

## Propietats
La forma de la fibra els confereix una alta capacitat d'absorció, cosa per la qual els productes fets amb aquest material són bons per a eixugar, per a netejar, etc. El fet que absorbeixi el doble que el cotó fa que una tovallola pugui ser més fina i lleugera, o que una baieta necessiti una quantitat menor de producte de neteja. Dins de l'àmbit de la neteja, un altre avantatge és que no deixa residus en forma de borrissol ni traces de la trajectòria del fregat, en un vidre, per exemple.
Com que es tracta d'un tipus de fibra sintètica, és a dir especialment dissenyada per a certs usos humans, es fa de manera que tingui un cicle de vida llarg. Resisteix molts rentats i a temperatures altes, els teixits de microfibra no es deformen, no encongeixen ni es fan grans. N'hi ha de molts tipus amb diferents acabats finals, de manera que es poden aconseguir, per exemple, mocadors o peces de roba fina tant suau com la seda, o draps superabsorbents que no ratllen.
D'altra banda, per al seu ús en roba propera al cos, hi ha persones que no toleren bé les fibres sintètiques o que senten que no transpiren tan bé com les de cotó o lli, per exemple. Algunes persones, encara que no siguin al·lèrgiques, suen més i d'una manera molt àcida si porten una camisa amb els components de la microfibra.